# Cleptometopus sericeus
Cleptometopus sericeus là một loài bọ cánh cứng trong họ Cerambycidae.